# Constantin Humis
Constantin Humis sau în limba greacă Kostas Choumis (n. 20 noiembrie 1913, Pireu, Grecia; d. 20 iulie 1981, Atena, Grecia) a fost un fotbalist român, de naționalitate greacă, care a jucat pentru echipa națională de fotbal a României (1941-1943), precum și pentru echipa națională de fotbal a Greciei (1934-1936). Este considerat, atât în Grecia cât și în România, ca fiind unul dintre cei mai buni atacanți ai anilor 30'.

## Goluri internaționale
- Pentru România:

| #  | Data               | Locație            | Adversar | Scor | Rezultat |
| -- | ------------------ | ------------------ | -------- | ---- | -------- |
| 1. | 12 octombrie, 1941 | București, România | Slovacia | 3–2  | Victorie |

- Pentru Grecia:

| #  | Data               | Locație            | Adversar | Scor | Rezultat   |
| -- | ------------------ | ------------------ | -------- | ---- | ---------- |
| 1. | 27 decembrie, 1934 | Atena, Grecia      | România  | 2–2  | Egal       |
| 2. | 16 iunie, 1935     | Sofia, Bulgaria    | Bulgaria | 2–5  | Înfrângere |
| 3. | 16 iunie, 1935     | Sofia, Bulgaria    | Bulgaria | 2–5  | Înfrângere |
| 4. | 24 iunie, 1935     | Sofia, Bulgaria    | România  | 2–2  | Egal       |
| 5. | 24 iunie, 1935     | Sofia, Bulgaria    | România  | 2–2  | Egal       |
| 6. | 21 mai, 1936       | București, România | Bulgaria | 4–5  | Înfrângere |
| 7. | 19 iunie, 1936     | Cairo, Egipt       | Egipt    | 1–3  | Înfrângere |